# Kömpel
Kömpel ist ein Ortsteil von Morsbach im Oberbergischen Kreis im südlichen Nordrhein-Westfalen innerhalb des Regierungsbezirks Köln.

## Lage und Beschreibung
In ländlicher, waldreicher Umgebung liegt Kömpel am südlichsten Zipfel des Oberbergischen Kreises.  Die Städte Gummersbach (38 km), Siegen (35 km) sowie Köln (75 km) sind in kurzer Zeit mit dem Auto zu erreichen.
Benachbarte Ortsteile sind Hülstert im Norden, Böcklingen im Osten, Oberzielenbach im Südwesten und Geiningen im Nordwesten. 

## Geschichte

### Erstnennung
1483 wurde der Ort das erste Mal urkundlich erwähnt, und zwar im „Bödinger Memorienbuch“. Die Schreibweise der Erstnennung war Kumpel.

## Verkehr
Kömpel hat einen Haltepunkt an der Wissertalbahn, welche allerdings zurzeit nur von Bauzügen befahren wird. Kurz hinter dem Haltepunkt (in Richtung Hermesdorf) befindet sich zudem der Kömpeler Tunnel mit einer Länge von 786 Metern.